# Dioskuren

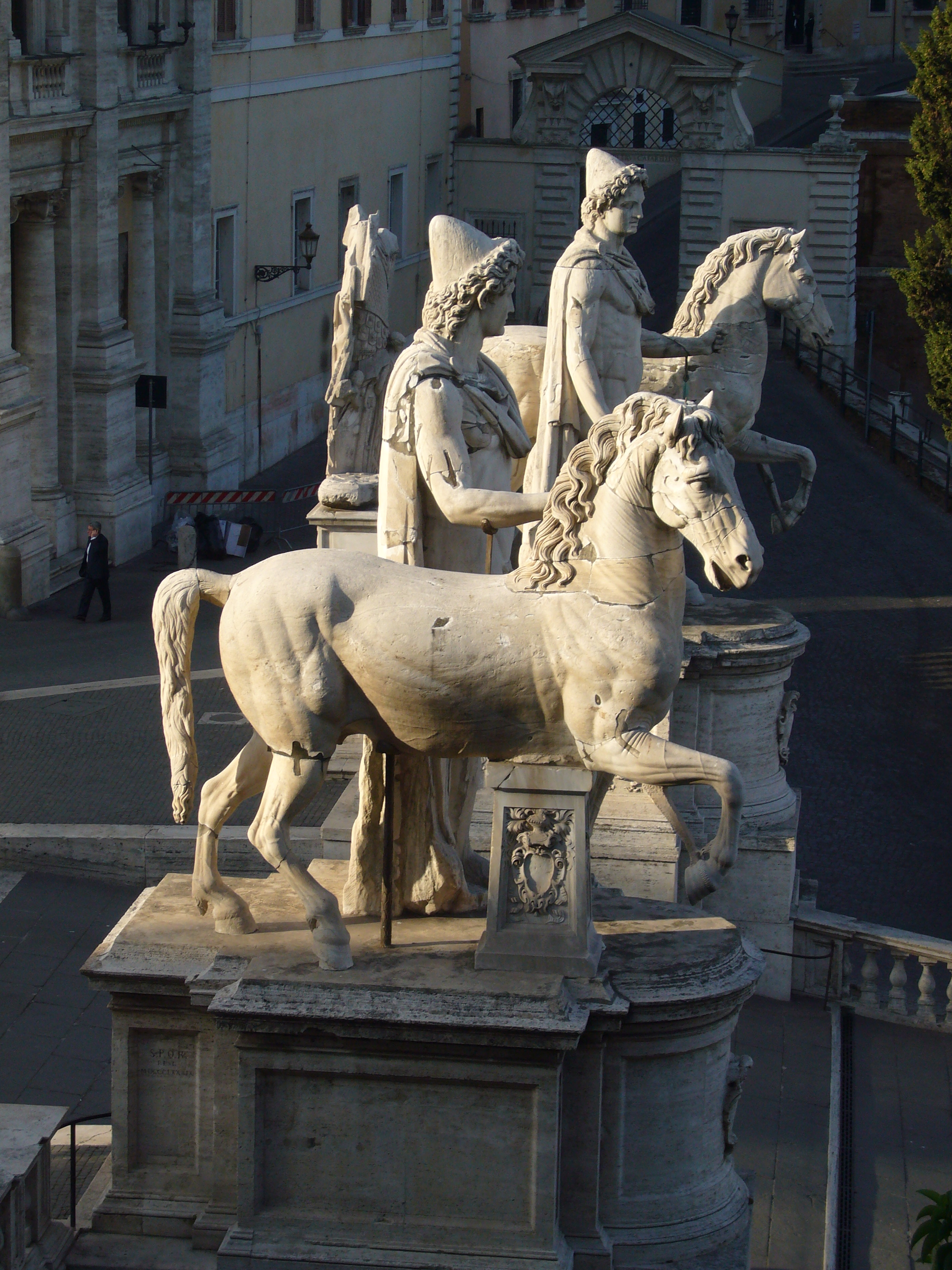
Dioskuren-Statuen am Ende der Treppe zum Kapitol in Rom

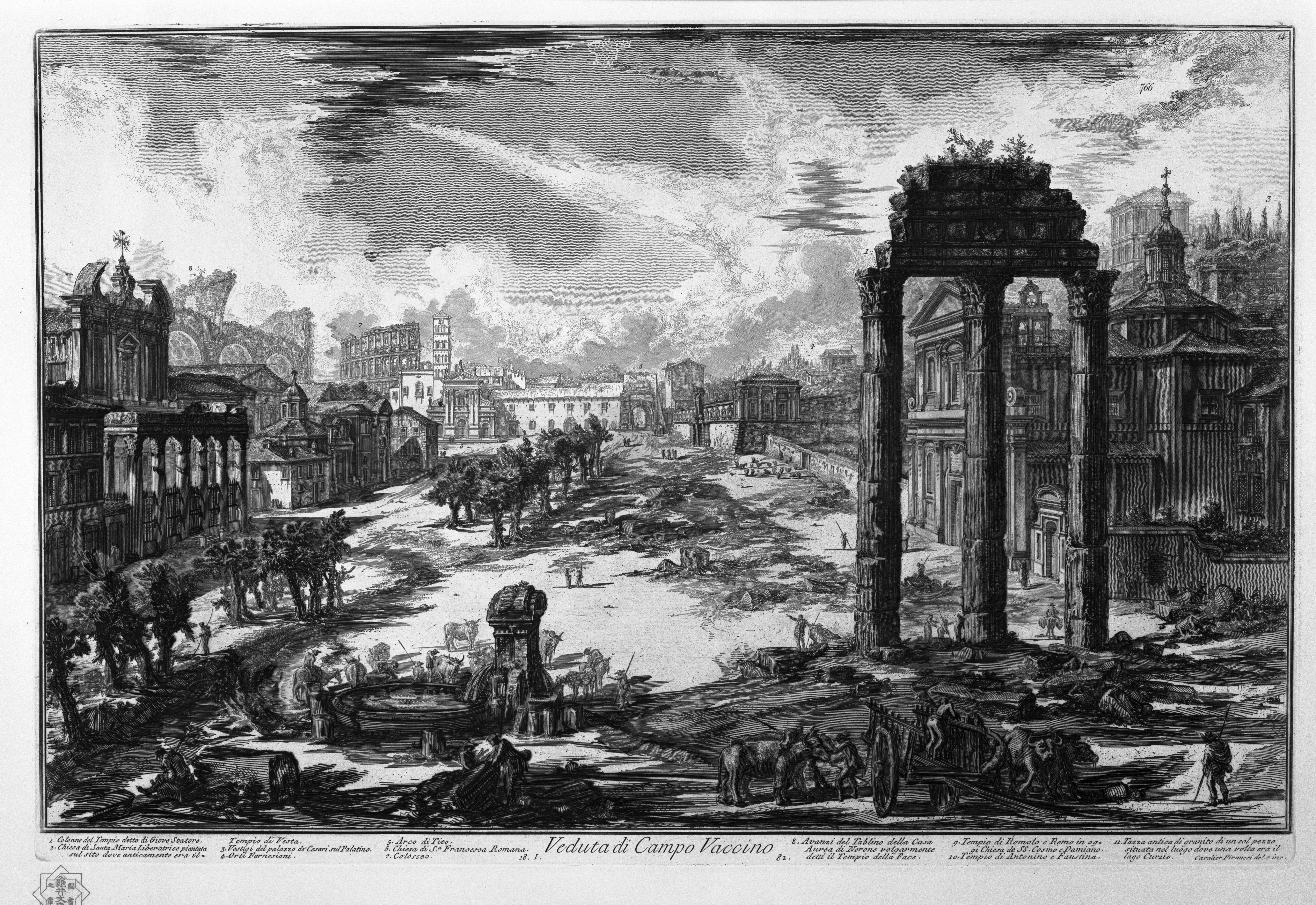
Rom, Tempel von Kastor und Pollux. Blick von Westen. Zeichnung von Giovanni Battista Piranesi. Mitte des 18. Jahrhunderts

Unter den Dioskuren (altgriechisch Διόσκουροι Dióskouroi, deutsch ‚Söhne des Zeus‘) versteht man in der griechischen Mythologie die Halb- und Zwillingsbrüder Kastor und Polydeukes (Κάστωρ Kástōr und Πολυδεύκης Polydeúkēs). Häufig werden sie mit ihren lateinischen Namen Castor und Pollux bzw. Kastor und Pollux genannt, in welcher Form sie darüber hinaus Namensgeber eines hellen Sternpaares im Wintersternbild der Zwillinge sind. Ihr zweiter Hauptname Tyndariden, der in älterer Zeit und namentlich am ursprünglichen Sitz ihres Kultus, in Lakonien, der wichtigste gewesen zu sein scheint, bezeichnet sie als Söhne des Tyndareos.

## Indogermanisches Erbe
Die Dioskuren werden in der vergleichenden Religionswissenschaft als indogermanisches Erbe betrachtet, den Brüdern Hengest und Horsa und mit den altindischen Ashvins sowie den baltischen Dieva dēli verglichen.

## Sterblichkeit und Unsterblichkeit
Polydeukes, der Faustkämpfer, war der Sohn von Leda und Zeus, der sie in Gestalt eines Schwans verführt hatte. Über Kastors Abstammung herrschte unter den Griechen Uneinigkeit. Für die einen galt er als der Sohn der Leda und ihres Gatten Tyndareos und wurde in derselben Nacht wie Polydeukes gezeugt. Da sie in derselben Nacht empfangen wurden, sind sie Zwillinge und unzertrennlich, allerdings war Polydeukes als Zeus’ Sohn ein Halbgott, Kastor, der Rossebändiger, aber ein Sterblicher. Für die anderen war Kastor wie sein Bruder ebenfalls ein Sohn des Zeus. Oft werden jedoch beide ihrem Namen entsprechend als Söhne des Zeus bezeichnet, die beide unsterblich gewesen seien und mit Helena, ihrer Schwester und ebenfalls einer Tochter des Zeus, aus einem Ei oder als Brüderpaar aus einem zweiten Ei gesprungen seien. Sie gelten als der Stolz Spartas. Als Geburtsort wird das bei Sparta gelegene Therapne genannt.
Beide nahmen an der Fahrt des Iason und der Argonauten auf der Suche nach dem Goldenen Vlies teil. Sie begleiteten Herakles auf dem Weg zu den Amazonen.
Das Ende der Dioskuren wurde durch einen von Kastor vom Zaun gebrochenen Streit mit seinem Cousin Idas eingeleitet. Idas erschlug (den sterblichen) Kastor, daraufhin tötete Polydeukes Idas’ Bruder Lynkeus. Zeus griff ein, indem er Idas mit einem Blitz vernichtete. Der – aufgrund seiner Abstammung – unsterbliche Polydeukes trauerte fortan um seinen Bruder. Er bat seinen Vater, er möge ihm die Unsterblichkeit nehmen, um zu seinem Bruder in das Totenreich gehen zu können.
Gerührt von so viel Liebe, ließ Zeus seinen Sohn wählen, entweder ewig jung zu bleiben und unter den Göttern zu wohnen oder mit Kastor jeweils einen Tag im unterirdischen Reich des Hades (Reich der Toten) und einen Tag im Olymp bei den Göttern zu weilen und dabei zu altern und letztlich zu sterben. Ohne zu überlegen, wählte Polydeukes die zweite Variante und wanderte von da an mit seinem Bruder zwischen dem Olymp und dem Hades.

## Verehrung
Als Sternbild hatten sie besondere Beziehungen zur Seefahrt und waren dort helfende Gottheiten, die man in Seenot anrief. Der Dioskurenkult verbreitete sich zunächst über die ganze Peloponnes und über das hellenistische Kleinasien, auf Samothrake (vor den Dardanellen) hatten sie ein bedeutendes Heiligtum. Auch in der etruskischen Mythologie spielten sie eine wichtige Rolle.
In Rom, wo sie der Sage nach bei der Schlacht am Regillus lacus (um 500 v. Chr.) auf Seiten der Römer gegen die Latiner eingriffen, bestand ein ausgeprägter Dioskurenkult. Auf dem Forum Romanum befindet sich ein Tempel der Dioskuren.

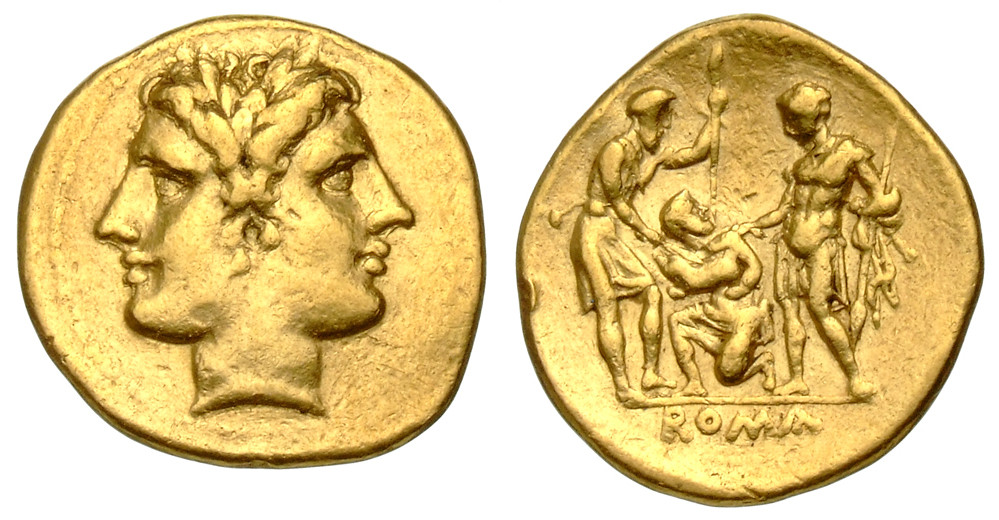
Römische Goldmünze (Stater) aus der Zeit 225–214 v. Chr. mit der Darstellung der Dioskuren als doppelgesichtiger Kopf

Teilweise wurden die Dioskuren auch mit den Schutzgöttern (Penaten) des römischen Volkes gleichgesetzt. Dies könnte dafür ausschlaggebend gewesen sein, dass sie nach der Einführung einer geregelten römischen Münzprägung auf den Rückseiten (Reversen) der meisten Silbermünzen, vor allem der Denare, abgebildet wurden. Es wurde jedoch auch vermutet, dass diese Motivwahl zusätzlich damit zusammenhängen könnte, dass in den beiden Jahren 212 und 211 v. Chr., die für die Einführung dieses Münzsystems in Frage kommen, jeweils einer der beiden Konsuln aus dem Geschlecht der Fulvier stammte, in deren Heimatstadt Tusculum sich das berühmteste Dioskuren-Heiligtum befand.
Ein Dioskur ist auch eine Einzelskulptur in der Skulpturengruppe Las Incantadas aus dem 2. Jahrhundert in Thessaloniki, seit 1864 im Louvre.

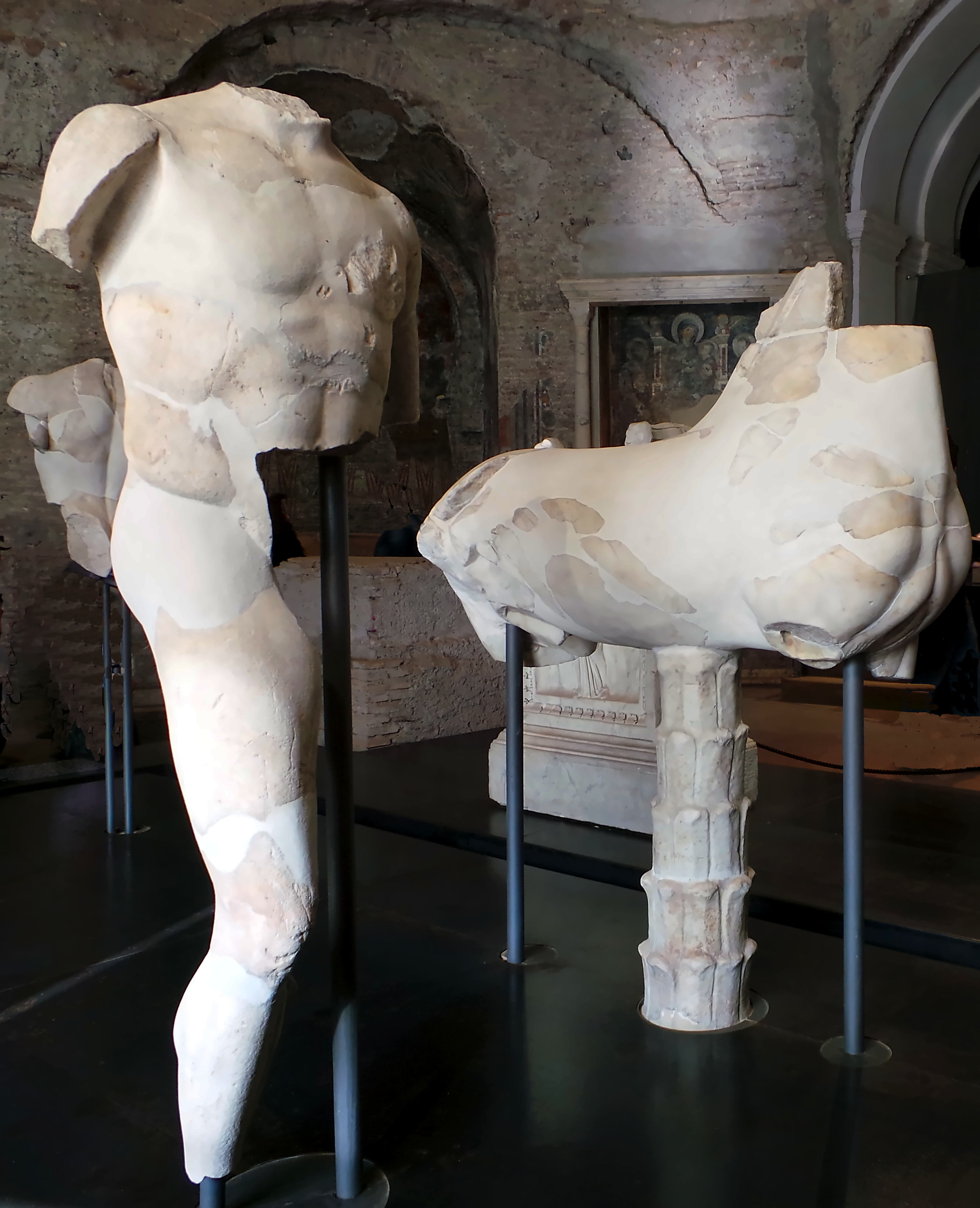
Marmorfragmente der Dioskuren mit ihren Pferden, die im Becken der Juturna-Quelle gefunden wurden. Die Skulpturen wurden gegen Ende des 2. Jahrhunderts v. Chr. angefertigt und sind zurzeit im Tempel des Romulus auf dem Forum Romanum ausgestellt.
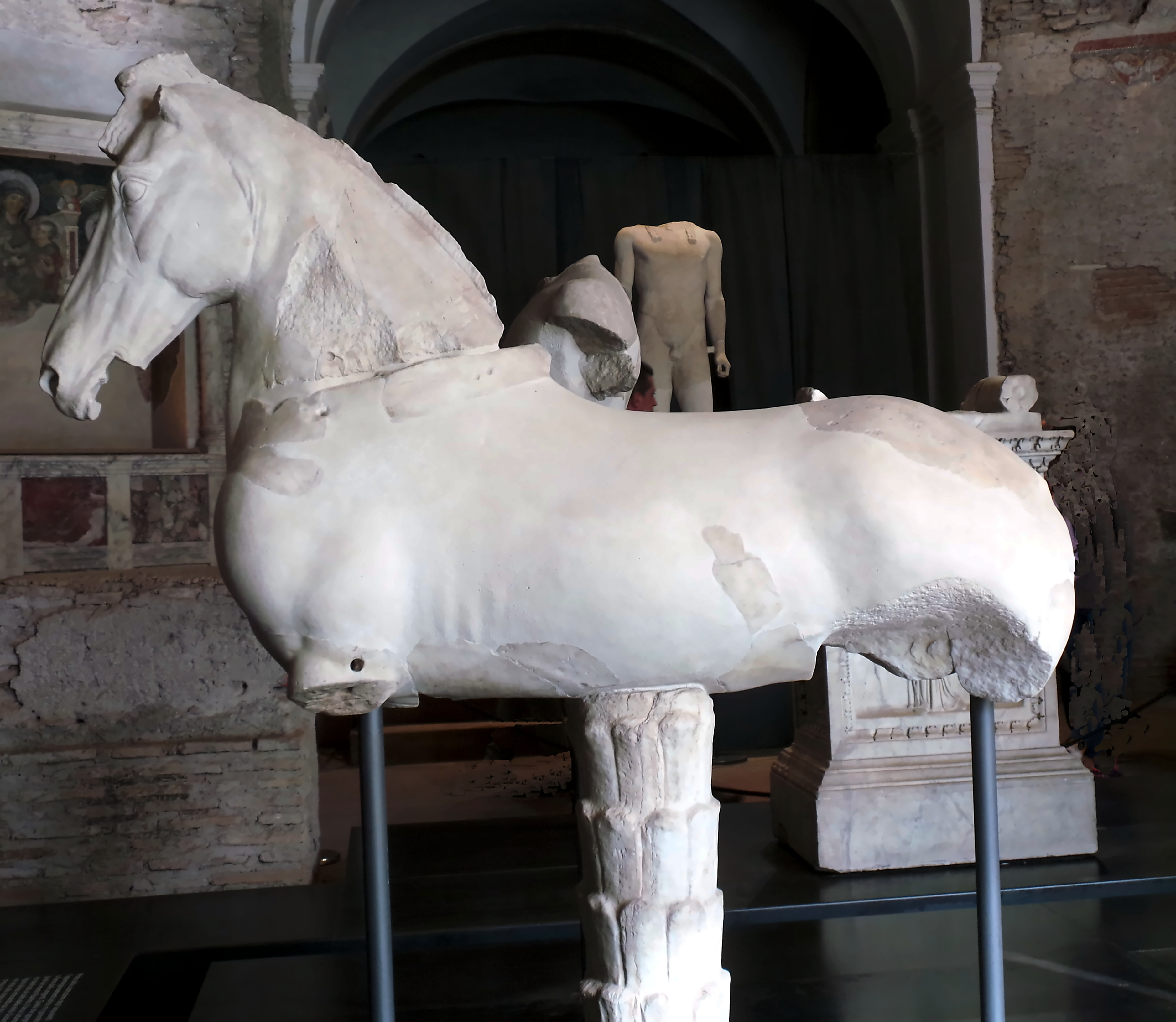
Besser erhaltenes Marmorfragment der zweiten Pferdefigur, zusammen ausgestellt mit weiteren Teilen der Dioskuren im Tempel des Romulus.
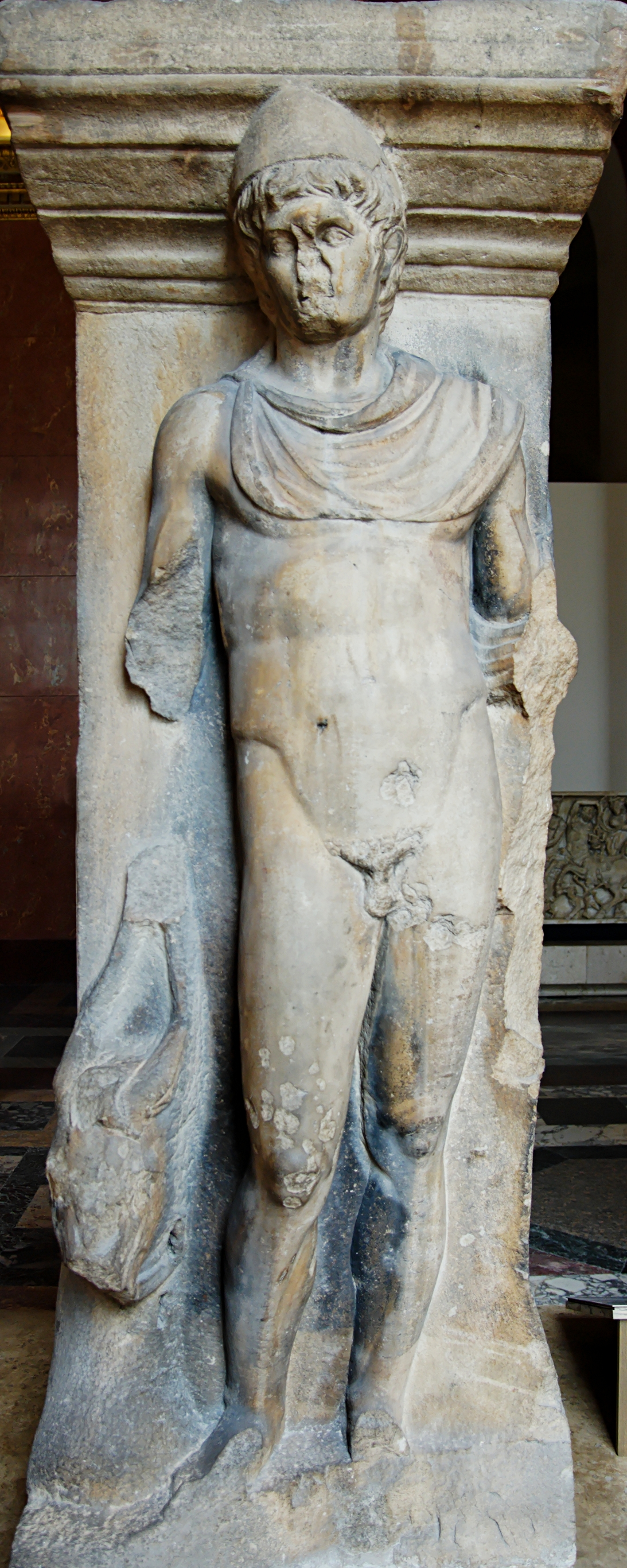
Einzelskulptur eines Dioskuren aus der Skulpturengruppe Las Incantadas, 2. Jahrhundert, Thessaloniki.

Die Redensart wie Kastor und Pollux zur Bezeichnung eines unverbrüchlichen Freundespaars hat sich bis heute gehalten.

## Rezeption
- Jean-Philippe Rameau komponierte die Oper Castor et Pollux über die Dioskuren.
- Zwei einander ungleiche, auf demselben Grundstück errichtete Frankfurter Hochhäuser wurden nach den mythischen Zwillingen benannt, siehe Kastor und Pollux (Frankfurt am Main).
- Dioskuren war eine Zeitschrift des Jungen Deutschland unter der Redaktion von Theodor Mundt; siehe Dioskuren.
- Castor und Pollux Troy sind ein terroristisches Brüderpaar in dem Film Face/Off – Im Körper des Feindes von Regisseur John Woo.
- Die deutschen Dichter Johann Wolfgang von Goethe und Friedrich Schiller, die in Weimar mit dem Goethe-Schiller-Denkmal vor dem Deutschen Nationaltheater in einem Doppelstandbild von Ernst Rietschel in Stein verewigt sind, werden oft als Dioskurenpaar bezeichnet.
- Castor (Berg) und Pollux (Berg), zwei Berge in der Schweiz
- Castor Peak und Pollux Peak, zwei Berge im Yellowstone-Nationalpark
- Castor und Pollux (Elefanten), zwei Elefanten, die während der Belagerung von Paris 1870 verzehrt wurden
- Castor und Pollux sind (Marken-)Namen für Behälter hochradioaktiver Stoffe; siehe Castor (Kerntechnik) und Pollux (Kerntechnik).
- Zwei Kameramänner in der Filmreihe Die Tribute von Panem heißen Castor und Pollux.
- Medaille der Olympischen Spiele 1972 in München von Gerhard Marcks. Castor und Pollux als Schutzpatrone der Kampfspiele und der Freundschaft.[8]
- Castor and Pollux, Berg mit Doppelgipfel an der Küste des ostantarktischen Prinzessin-Elisabeth-Lands
- Hofrat Behrens bezeichnet in Thomas Manns Roman Der Zauberberg die beiden Vettern Hans Castorp und Joachim Ziemßen humoristisch als „Dioskuren“ und „Castorp und Pollux“
- Castor und Pollux sind ein Bossgegner im PS3-Videospiel God of War Ascension[9]

Peter Paul Rubens, Der Raub der Töchter des Leukippos (1618)
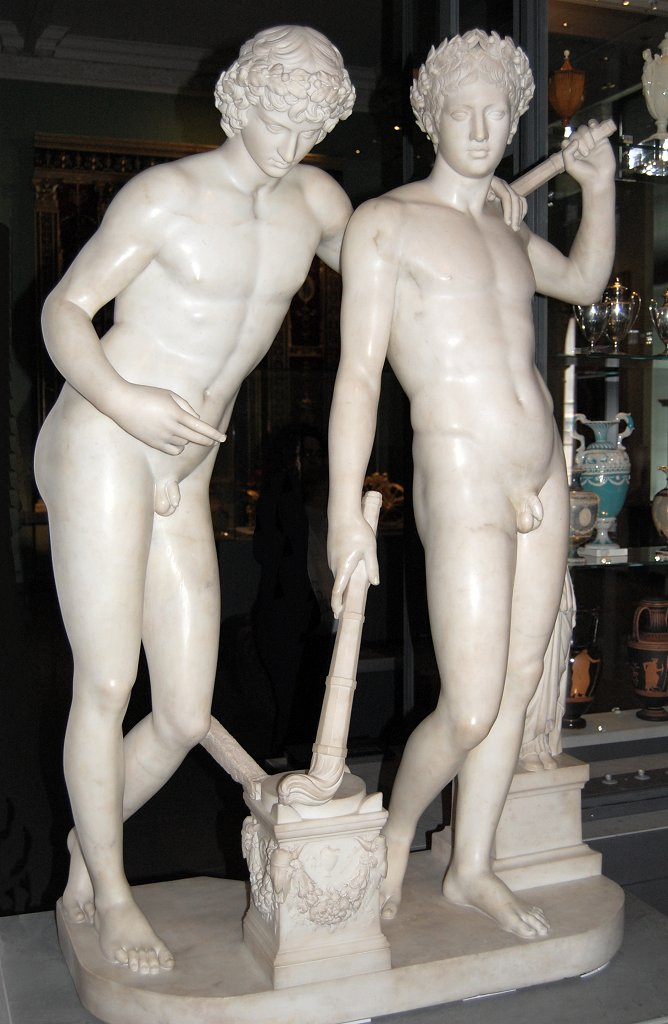
Castor und Pollux. Die Dioskuren, Doppelstatue von Joseph Nollekens, Victoria and Albert Museum
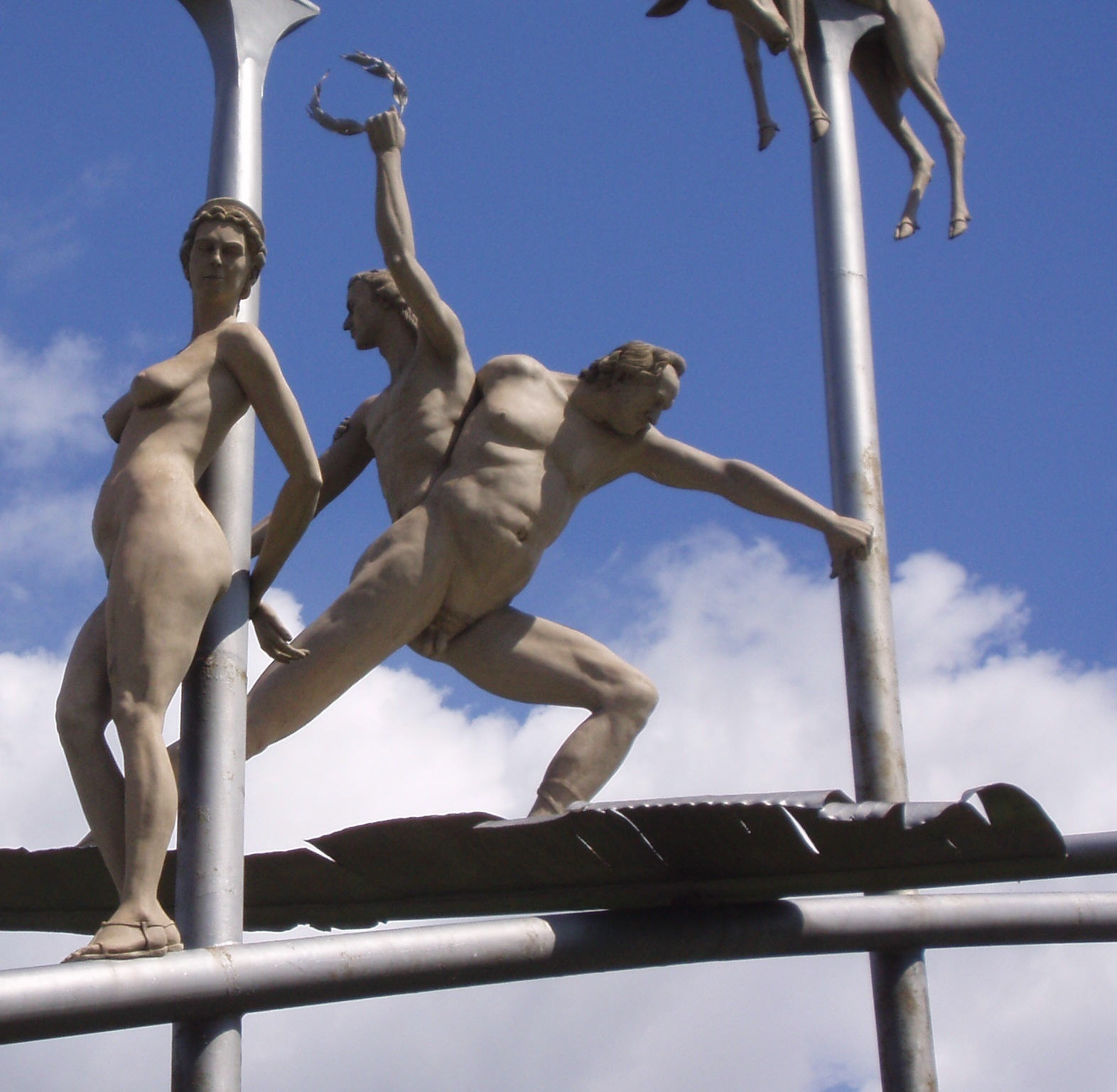
Darstellung von Schiller und Goethe als Dioskuren von Peter Lenk
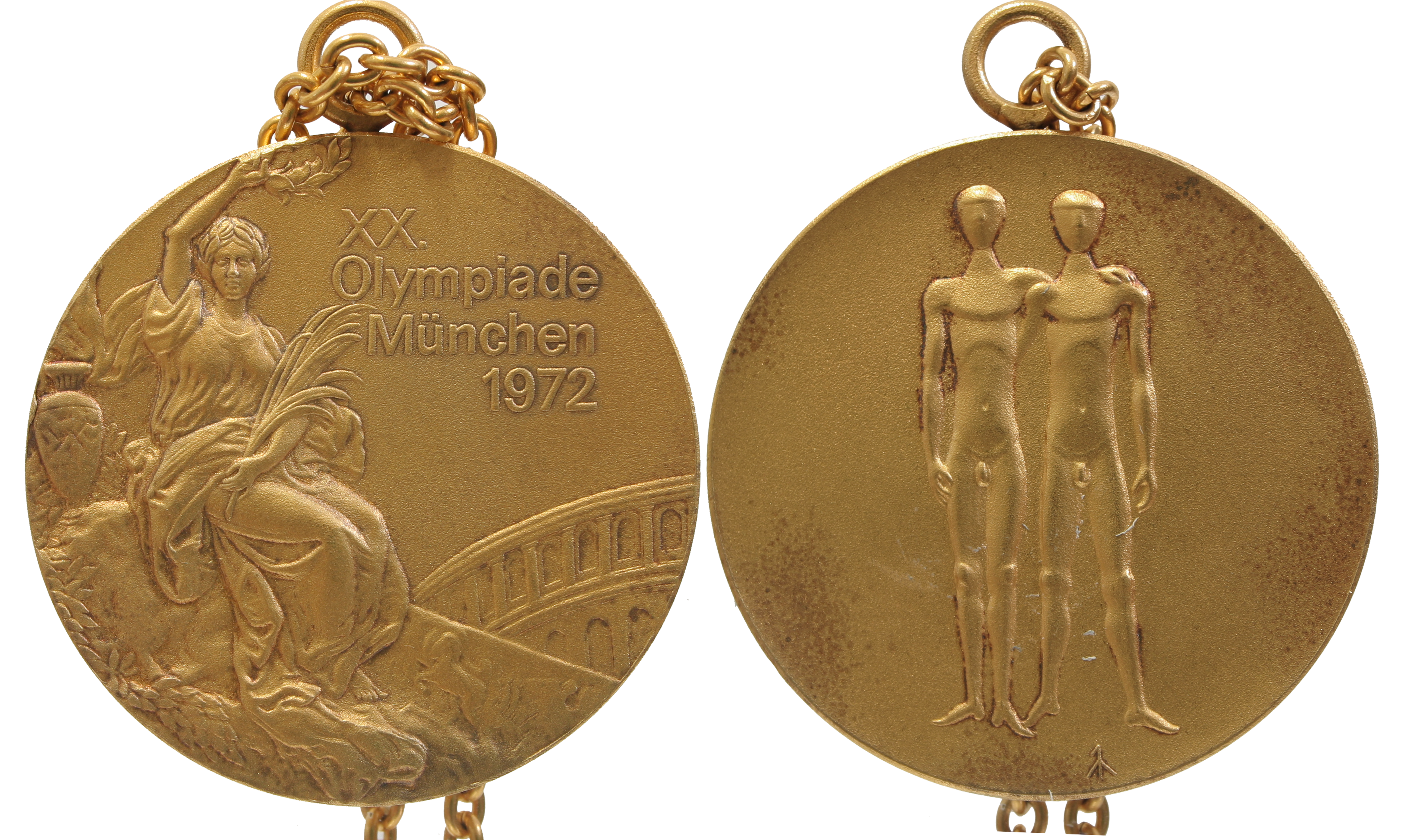
Medaille, Olympische Spiele 1972, von Gerhard Marcks